# Wijken en buurten in Apeldoorn
De Nederlandse gemeente Apeldoorn is voor statistische doeleinden onderverdeeld in wijken en buurten. De gemeente is verdeeld in de volgende statistische wijken:
- Wijk 01 Apeldoorn Centrum (CBS-wijkcode:020001)
- Wijk 02 Apeldoorn West (CBS-wijkcode:020002)
- Wijk 03 Apeldoorn Zuidwest (CBS-wijkcode:020003)
- Wijk 04 Apeldoorn Zuid (CBS-wijkcode:020004)
- Wijk 05 Apeldoorn Zuidoost (CBS-wijkcode:020005)
- Wijk 06 Apeldoorn Oost (CBS-wijkcode:020006)
- Wijk 07 Apeldoorn Noordoost (CBS-wijkcode:020007)
- Wijk 08 Apeldoorn Noord (CBS-wijkcode:020008)
- Wijk 10 Uddel en omgeving (CBS-wijkcode:020010)
- Wijk 11 Hoog Soeren en omgeving (CBS-wijkcode:020011)
- Wijk 12 Hoenderloo en omgeving (CBS-wijkcode:020012)
- Wijk 13 Loenen en omgeving (CBS-wijkcode:020013)
- Wijk 14 Beekbergen en omgeving (CBS-wijkcode:020014)
- Wijk 15 Lieren en omgeving (CBS-wijkcode:020015)
- Wijk 16 Klarenbeek en omgeving (CBS-wijkcode:020016)
- Wijk 17 Wenum, Wiesel en Beemte (CBS-wijkcode:020017)

Een statistische wijk kan bestaan uit meerdere buurten. Onderstaande tabel geeft de buurtindeling met kentallen volgens het Centraal Bureau voor de Statistiek (2008):
| CBS-buurtcode | Buurtnaam                               | Inwonertal | Opp. totaal (ha) | Opp. land (ha) | Ligging                |
| ------------- | --------------------------------------- | ---------- | ---------------- | -------------- | ---------------------- |
| BU02000101    | Binnenstad                              | 4370       | 80               | 80             | Locatie in de gemeente |
| BU02000102    | De Haven                                | 1650       | 33               | 31             | Locatie in de gemeente |
| BU02000201    | Brinkhorst                              | 3150       | 58               | 58             | Locatie in de gemeente |
| BU02000202    | Sprengenweg Noord                       | 1210       | 25               | 25             | Locatie in de gemeente |
| BU02000203    | Sprengenbos                             | 4420       | 107              | 107            | Locatie in de gemeente |
| BU02000204    | Berg en Bos                             | 2100       | 163              | 162            | Locatie in de gemeente |
| BU02000205    | Driehuizen                              | 4320       | 101              | 101            | Locatie in de gemeente |
| BU02000206    | Orden                                   | 6340       | 241              | 241            | Locatie in de gemeente |
| BU02000207    | Park Berg en Bos                        | 10         | 439              | 436            | Locatie in de gemeente |
| BU02000301    | Ugchelen                                | 3400       | 155              | 155            | Locatie in de gemeente |
| BU02000302    | Ugchelen-Zuid                           | 160        | 68               | 68             | Locatie in de gemeente |
| BU02000303    | De Heeze                                | 2280       | 33               | 33             | Locatie in de gemeente |
| BU02000304    | Westenenk                               | 3590       | 79               | 79             | Locatie in de gemeente |
| BU02000305    | Winkewijert                             | 1850       | 67               | 67             | Locatie in de gemeente |
| BU02000306    | De Bouwhof                              | 2480       | 58               | 58             | Locatie in de gemeente |
| BU02000307    | Brouwersmolen                           | 160        | 81               | 81             | Locatie in de gemeente |
| BU02000308    | Dennenheuvel                            | 170        | 55               | 55             | Locatie in de gemeente |
| BU02000309    | Holthuizen                              | 120        | 18               | 18             | Locatie in de gemeente |
| BU02000310    | Brouwersmolen-Zuid                      | 20         | 56               | 56             | Locatie in de gemeente |
| BU02000311    | Wernem                                  | 30         | 35               | 35             | Locatie in de gemeente |
| BU02000312    | Ugchelen-Contour                        | 0          | 49               | 49             | Locatie in de gemeente |
| BU02000401    | Brummelhof                              | 3560       | 77               | 77             | Locatie in de gemeente |
| BU02000402    | Vogelkwartier                           | 4570       | 78               | 78             | Locatie in de gemeente |
| BU02000403    | Staatsliedenkwartier                    | 3140       | 53               | 53             | Locatie in de gemeente |
| BU02000404    | Componistenkwartier                     | 3520       | 55               | 55             | Locatie in de gemeente |
| BU02000405    | Rivierenkwartier                        | 2760       | 64               | 64             | Locatie in de gemeente |
| BU02000406    | Malkenschoten                           | 210        | 189              | 189            | Locatie in de gemeente |
| BU02000407    | Kayersmolen-Noord                       | 130        | 35               | 34             | Locatie in de gemeente |
| BU02000408    | Kayersmolen-Midden                      | 100        | 28               | 28             | Locatie in de gemeente |
| BU02000409    | Kayersmolen-Zuid                        | 10         | 46               | 46             | Locatie in de gemeente |
| BU02000501    | Matendreef                              | 4420       | 70               | 68             | Locatie in de gemeente |
| BU02000502    | Matenhorst                              | 3090       | 46               | 45             | Locatie in de gemeente |
| BU02000503    | Matendonk                               | 5520       | 89               | 89             | Locatie in de gemeente |
| BU02000504    | Matenhoeve                              | 5230       | 121              | 121            | Locatie in de gemeente |
| BU02000505    | Matenveld                               | 6220       | 114              | 114            | Locatie in de gemeente |
| BU02000506    | Matengaarde                             | 2780       | 90               | 88             | Locatie in de gemeente |
| BU02000507    | Matenhoek                               | 160        | 22               | 21             | Locatie in de gemeente |
| BU02000508    | Kupersveld                              | 10         | 48               | 46             | Locatie in de gemeente |
| BU02000601    | Welgelegen                              | 3460       | 74               | 72             | Locatie in de gemeente |
| BU02000602    | Osseveld                                | 2560       | 53               | 52             | Locatie in de gemeente |
| BU02000603    | Schoonlocht                             | 5180       | 92               | 92             | Locatie in de gemeente |
| BU02000604    | Steenkamp                               | 6510       | 135              | 131            | Locatie in de gemeente |
| BU02000605    | Apeldoornse Bos                         | 590        | 118              | 118            | Locatie in de gemeente |
| BU02000606    | De Voorwaarts                           | 20         | 38               | 38             | Locatie in de gemeente |
| BU02000607    | Bedrijvenpark Ecofactorij               | 0          | 103              | 103            | Locatie in de gemeente |
| BU02000608    | Bedrijvenpark Oost                      | 20         | 12               | 12             | Locatie in de gemeente |
| BU02000701    | Zevenhuizen                             | 2410       | 44               | 44             | Locatie in de gemeente |
| BU02000702    | Sluisoord                               | 4150       | 107              | 104            | Locatie in de gemeente |
| BU02000703    | De Mheen                                | 3030       | 51               | 51             | Locatie in de gemeente |
| BU02000704    | Anklaar                                 | 4130       | 98               | 97             | Locatie in de gemeente |
| BU02000705    | Sprenkelaar                             | 3800       | 87               | 87             | Locatie in de gemeente |
| BU02000706    | Bedrijvenpark Apeldoorn-Noord           | 160        | 134              | 131            | Locatie in de gemeente |
| BU02000707    | Sleutelbloem                            | 60         | 18               | 18             | Locatie in de gemeente |
| BU02000708    | Zuidbroek                               | 320        | 294              | 294            | Locatie in de gemeente |
| BU02000801    | De Parken                               | 2280       | 97               | 97             | Locatie in de gemeente |
| BU02000802    | Spainkbos                               | 1210       | 26               | 26             | Locatie in de gemeente |
| BU02000803    | Loolaan-Noord                           | 2030       | 40               | 40             | Locatie in de gemeente |
| BU02000804    | Het Loo                                 | 1470       | 45               | 45             | Locatie in de gemeente |
| BU02000805    | Kerschoten-West                         | 1110       | 26               | 26             | Locatie in de gemeente |
| BU02000806    | Kerschoten                              | 3330       | 84               | 84             | Locatie in de gemeente |
| BU02000807    | Paleispark                              | 20         | 201              | 200            | Locatie in de gemeente |
| BU02000808    | De Vlijt                                | 160        | 39               | 37             | Locatie in de gemeente |
| BU02000809    | Stadhoudersmolen                        | 160        | 79               | 77             | Locatie in de gemeente |
| BU02000810    | Hommelbrink                             | 840        | 48               | 48             | Locatie in de gemeente |
| BU02001001    | Uddel                                   | 1880       | 96               | 96             | Locatie in de gemeente |
| BU02001002    | Agrarisch gebied Uddel                  | 520        | 433              | 429            | Locatie in de gemeente |
| BU02001003    | Bosgebied Meerveld                      | 380        | 3662             | 3657           | Locatie in de gemeente |
| BU02001004    | Bosgebied Nieuw-Milligen                | 100        | 1595             | 1593           | Locatie in de gemeente |
| BU02001101    | Orderbos                                | 0          | 217              | 217            | Locatie in de gemeente |
| BU02001102    | Hoog Soeren                             | 190        | 54               | 54             | Locatie in de gemeente |
| BU02001103    | Bosgebied Hoog Soeren                   | 60         | 2286             | 2286           | Locatie in de gemeente |
| BU02001104    | Bosgebied Hoog Buurloo                  | 110        | 1891             | 1885           | Locatie in de gemeente |
| BU02001201    | Hoenderloo                              | 790        | 38               | 38             | Locatie in de gemeente |
| BU02001202    | Bosgebied Ugchelen                      | 120        | 2086             | 2086           | Locatie in de gemeente |
| BU02001203    | Bosgebied Hoenderloo                    | 260        | 2437             | 2437           | Locatie in de gemeente |
| BU02001204    | Miggelenberg                            | 600        | 288              | 288            | Locatie in de gemeente |
| BU02001301    | Het Goreld                              | 240        | 526              | 524            | Locatie in de gemeente |
| BU02001302    | Loenen                                  | 2160       | 111              | 111            | Locatie in de gemeente |
| BU02001303    | Bosgebied Loenen                        | 760        | 3112             | 3109           | Locatie in de gemeente |
| BU02001401    | Beekbergen                              | 2570       | 104              | 104            | Locatie in de gemeente |
| BU02001402    | Bosgebied Beekbergen-West               | 340        | 820              | 820            | Locatie in de gemeente |
| BU02001403    | Agrarisch gebied Beekbergen             | 460        | 325              | 325            | Locatie in de gemeente |
| BU02001404    | Bosgebied Beekbergen-Zuid               | 1010       | 1216             | 1216           | Locatie in de gemeente |
| BU02001501    | Lieren                                  | 600        | 44               | 44             | Locatie in de gemeente |
| BU02001502    | Agrarisch gebied Lieren en Oosterhuizen | 540        | 331              | 328            | Locatie in de gemeente |
| BU02001503    | Bosgebied Oosterhuizen                  | 100        | 325              | 301            | Locatie in de gemeente |
| BU02001601    | Het Woudhuis                            | 280        | 664              | 664            | Locatie in de gemeente |
| BU02001602    | Klarenbeek                              | 510        | 44               | 44             | Locatie in de gemeente |
| BU02001603    | De Hooilanden                           | 860        | 1391             | 1387           | Locatie in de gemeente |
| BU02001604    | De Hooilanden Oosterhuizen              | 220        | 289              | 284            | Locatie in de gemeente |
| BU02001701    | Wenum                                   | 240        | 64               | 64             | Locatie in de gemeente |
| BU02001702    | Beemte                                  | 390        | 405              | 404            | Locatie in de gemeente |
| BU02001703    | Bosgebied Wiesel                        | 100        | 1851             | 1836           | Locatie in de gemeente |
| BU02001704    | Agrarisch gebied Wiesel                 | 1410       | 646              | 645            | Locatie in de gemeente |
| BU02001705    | Agrarisch gebied Wenum                  | 400        | 519              | 514            | Locatie in de gemeente |
| BU02001706    | Agrarisch gebied Beemte en Broekland    | 620        | 873              | 870            | Locatie in de gemeente |